# Glacier David
Pour les articles homonymes, voir David.
Le glacier David est un glacier situé dans la terre Victoria, en Antarctique.
Il avance dans la mer de Ross et forme la langue de glace Drygalski.

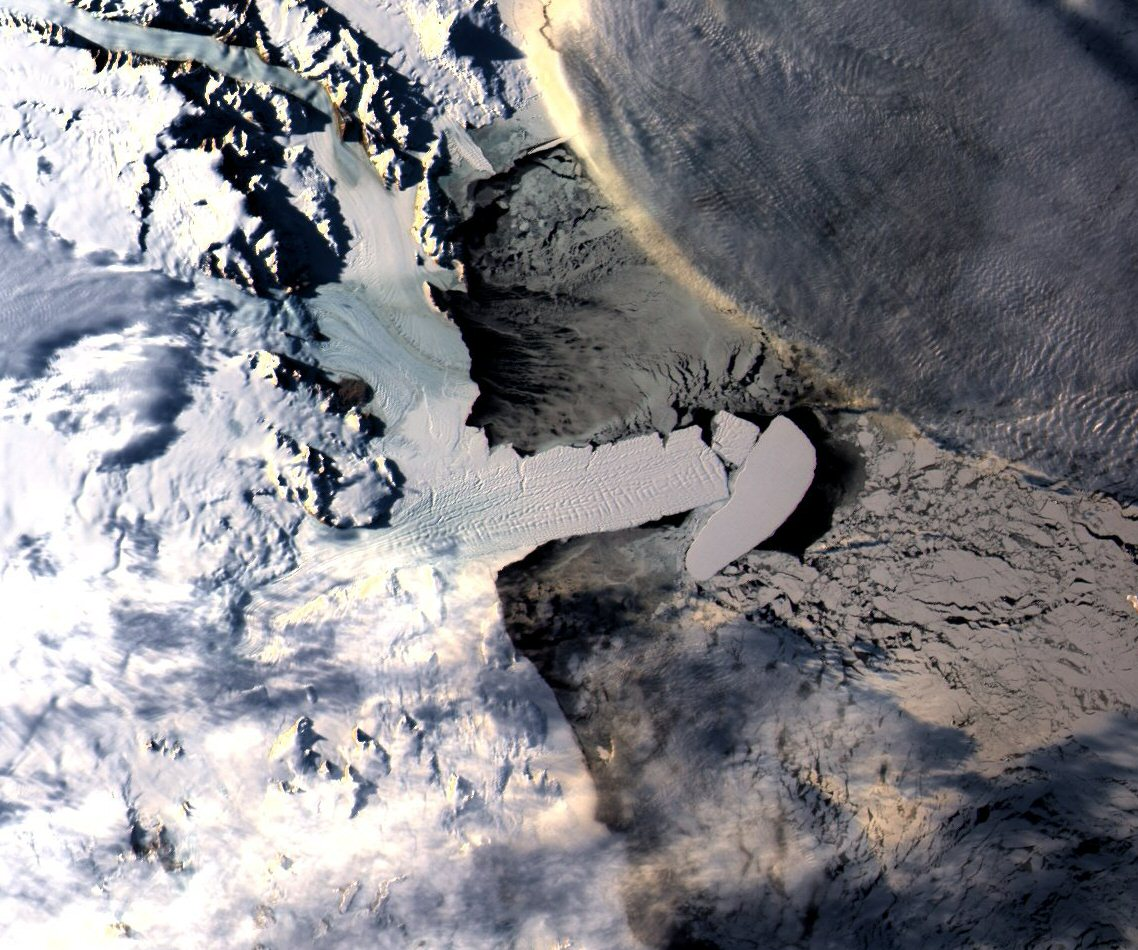
L'iceberg C-16 entrant en collision avec la langue de glace Drygalski le 30 mars 2006. La glacier David se situe à l'ouest, vers les terres.